# Alweraje
Alweraje war der Name einer Widerstandsgruppe gegen die deutsche Besatzung, die vom Juni 1941 bis August 1942 in Luxemburg aktiv war.

## Geschichte
Im Juni 1941 taten sich in Schifflingen mehrere Widerstandsgruppen zusammen: die Kommunistische Kampfgruppe Schifflingen mit Gruppen um den Bildhauer Wenzel Profant und um den Lehrer Albert Wingert. Der Name setzte sich aus den Anfangsbuchstaben der Vornamen der Gründer – Albert, Wenzel, Raymond (Arensdorff) und Jean (Doffing) – zusammen. Laut späteren Angaben von Wingert hatte die Gruppe bis zu 400 Mitglieder und Helfer.
Wingert war seit 1934 Lehrer in Schifflingen. Schon vor der „Machtergreifung“ im Jahre 1933 hatte er vor den Nationalsozialisten gewarnt. Nach der Besatzung Luxemburgs durch die deutsche Wehrmacht wurde er im Oktober 1940 verhaftet, weil die Gestapo bei ihm Waffen gefunden hatte, und er wurde zu drei Monaten Einzelhaft verurteilt. Drei Monate nach seiner Entlassung wurde er von den deutschen Behörden als Lehrer entlassen, weil er sich weigerte, den „Hitlergruß“ zu entbieten. Von Juni bis Dezember 1941 musste er einen Arbeitseinsatz beim Autobahnbau von Wittlich nach Trier ableisten, kehrte aber so oft wie möglich zu Fuß nach Schifflingen zurück, um den Widerstand zu organisieren. Profant und seine Gruppe klebten seit 1940 Zeichnungen mit dem Roten Löwen aus der luxemburgischen Fahne auf öffentliche Gebäude, auf die Schilder der von den Deutschen umgetauften Plätze und Straßen brachten sie die alten Namen wieder an und hängten im Mai 1941 luxemburgische Fahnen an die Kirchtürme von Schifflingen und Petingen. Profant wurde schon kurz nach der Gründung von Alweraje von der Gestapo verhört, woraufhin er floh und Anfang 1944 nach England gelangte. Dort wurde er Fallschirmspringer und kämpfte wie andere Luxemburger auf britischer Seite gegen die Deutschen.
Raymond Arensdorff war Uhrmacher, und auch seine Eltern waren im Widerstand aktiv. So versteckte seine Mutter Anna Arensdorff-Pierre, ebenfalls Gründungsmitglied der Alweraje, einen kanadischen Piloten in ihrer Wohnung, obwohl sich diese über dem Büro der deutschen Polizei befand. Sein Vater wurde im Mai 1941 zu neun Monaten Einzelhaft verurteilt.
Jean Doffings Vater war Totengräber und hatte auf dem Friedhof in Schifflingen eine Werkstatt. In dieser Werkstatt betrieb Alweraje eine Druckerei, ein Waffenlager und einen Radiosender. Hier wurden Flugblätter sowie Klebezettel hergestellt und im ganzen Land verteilt. Zudem druckte die Gruppe regelmäßig die Zeitung Ons Zeidong o’ni Maulkuerf. Bis September 1942 wurden 20 Ausgaben gedruckt, die mit bis zu 3000 Exemplaren im Süden Luxemburgs verteilt wurden. Im Vorfeld der Erstellung einer „Personenstandsaufnahme“, bei der sich die deutschen Besatzer eine Mehrheit von Luxemburgern erhofft hatte, die  sie sich zu ihrem „Deutschtum“ bekennen würde, forderten Alweraje und andere Widerstandsgruppen die Bevölkerung auf, auf dem entsprechenden Fragebogen dreimal Letzeburg anzukreuzen. Als sich bei Stichproben ein politisches Debakel abzeichnete, wurde das Einsammeln der Fragebögen von Gauleiter Gustav Simon verboten, der wegen dieser Niederlage einen mehrere Tage dauernden Wutanfall gehabt haben soll.
Im August 1942 verhaftete die Gestapo rund 100 luxemburgische Widerständler, darunter nahezu alle Mitglieder des inneren Kreises von Alweraje. Wingert wurde in Düsseldorf verhaftet, Arensdorff und weitere Mitkämpfer in das Hauptquartier der Gestapo in Esch zum „Knüppelverhör“ und von dort aus in das SS-Sonderlager Hinzert gebracht. Doffing, seine zwei Brüder und ein weiteres Gruppenmitglied konnten untertauchen. Raymond Arensdorff starb am 6. Februar 1945 im KZ Dachau. Albert Wingert überlebte einen Aufenthalt im KZ Gusen und betätigte sich nach dem Krieg wieder politisch in Luxemburg. Ein weiteres Mitglied, der gebürtige Deutsche Hans Adam, wurde wegen seiner Beteiligung am Generalstreik in Luxemburg am 11. September 1942 im Kölner Gefängnis Klingelpütz mit dem Fallbeil hingerichtet.

## Gedenken
- Zum Gedenken an Albert Wingert wurde in Schifflingen eine Schule nach ihm benannt.

- 2010 wurde im Musée national de la Résistance in Esch die Ausstellung Spott dem Naziregime – Le régime nazi tourné en dérision gezeigt, in der auch Karikaturen aus Ons Zeidong zu sehen waren.[6]